# 156-й зенітний ракетний полк (Україна)
156-й зені́тний раке́тний полк імені Максима Кривоноса (156 ЗРП, в/ч А1402) — військове з'єднання зенітно-ракетних військ України, що за організаційно-штатною структурою входить до складу Повітряного командування «Центр» Повітряних Сил ЗСУ. Місце дислокації — Золотоноша.

## Історія
Присягу на вірність Україні формування (в/ч 55585) склало 12 січня 1992 року. До цього бригада входила до складу 14-ї гвардійської загальновійськової армії штаб та управління якої опинились на території Молдови. Згодом частина була скорочена до полку.
2007 року з'єднання передислокували з Олексіївки на Одещині на схід України. Один дивізіон розташувався у Авдіївці (позиція «Зеніт»), два інших поїхали до Луганська та Маріуполя.
20 травня 2008 156-му зенітному ракетному полку було присвоєно почесне найменування «Донецький».
Ще до початку офіційної АТО на Донбасі частину було вирішено евакуювати. На разі полк розташований в м. Золотоноша на Черкащині.
24 серпня 2022 року полк відзначений почесною відзнакою «За мужність та відвагу».

## Структура
Станом на 2011 рік:
- 1247-й окремий зенітний ракетний дивізіон (ЗРК «Бук-М1») (Черкаська обл., м. Золотоноша, в/ч А1428, раніше м. Донецьк);
- 1248-й окремий зенітний ракетний дивізіон (ЗРК «Бук-М1») (м. Маріуполь, в/ч А1659);
- 1249-й окремий зенітний ракетний дивізіон (ЗРК «Бук-М1») (Черкаська обл., м. Золотоноша, в/ч А1973 раніше м. Луганськ).

## Командування
- Сташук Олександр Іванович

## Втрати
- Борис Козак, старший солдат. Загинув 3 вересня 2014 р. біля с. Піски (Ясинуватський район) Донецької області
- Загинув у бою 30 грудня 2014-го під Волновахою старшина 156-го артилерійського полку Валентин Драчук.
- 11 липня 2015, загинув від кулі снайпера, Олександр Бараненко
- 13 травня 2016 року помер від поранень солдат Грінченко Костянтин Валентинович[8].